# Thérapie crâniosacrée

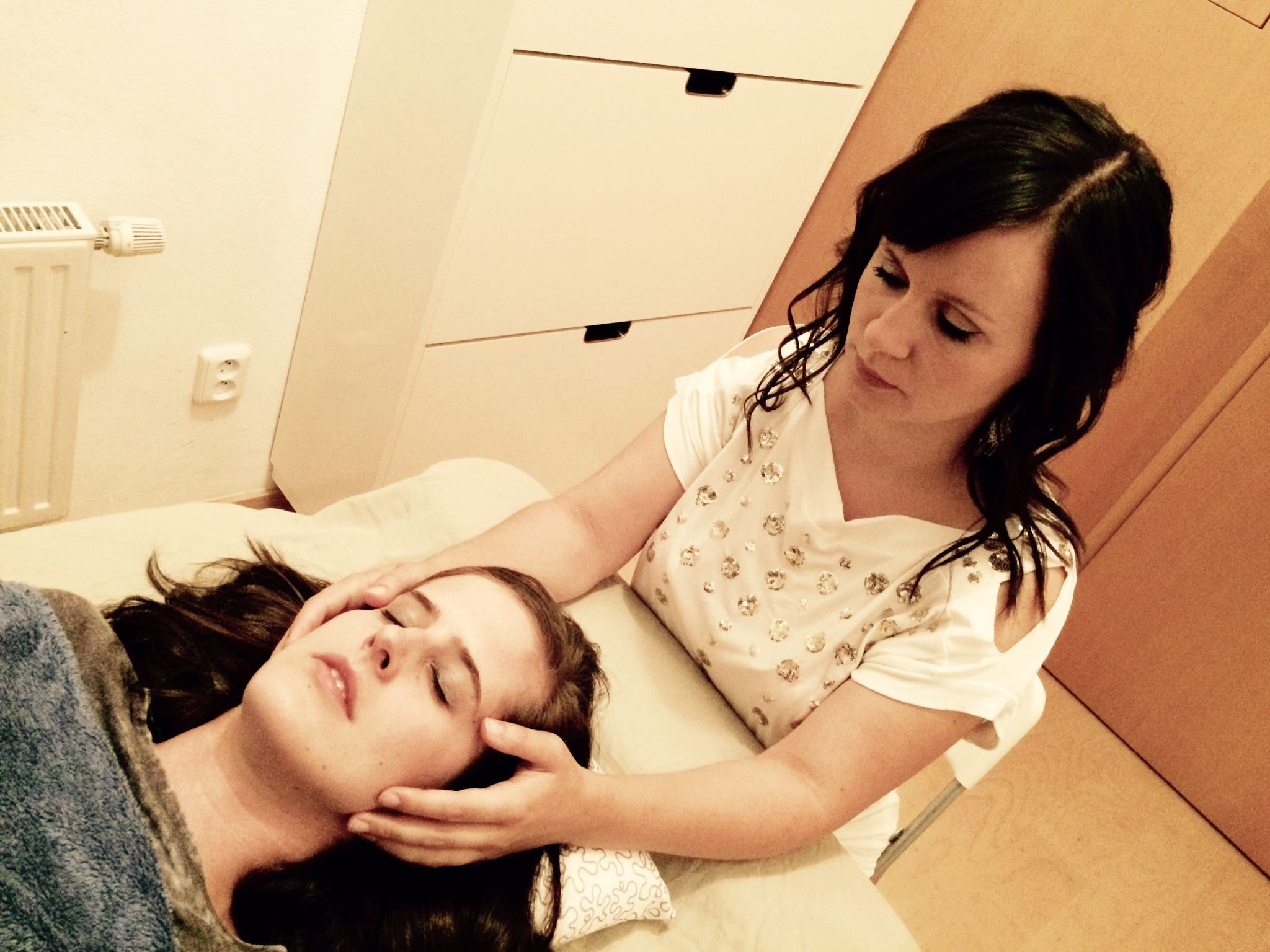
Session de thérapie crânio-sacrée.

La thérapie craniosacrée (CST) ou ostéopathie crânienne est une forme de thérapie alternative qui utilise le toucher pour palper les articulations synarthrodiales du crâne. La CST est une pseudoscience et sa pratique a été qualifiée de charlatanisme,. Elle est fondée sur des postulats invalides sur la physiologie du crâne humain et est présentée comme une panacée pour une toute une variété de problèmes de santé,,.
La CST a été inventée dans les années 1970 par John Upledger comme une ramification de l'ostéopathie crânienne, qui avait été imaginée dans les années 1930 par William Garner Sutherland,.
La recherche médicale n'a trouvé aucune preuve solide en faveur de la CST ou « ostéopathie crânienne ». Ces manipulations peuvent être nocives, en particulier si elles sont utilisées sur des enfants ou des nourrissons,,. Les hypothèses de base du CST sont fausses et les praticiens peuvent produire des diagnostics contradictoires et mutuellement exclusifs avec les mêmes patients.

## Efficacité et sécurité
Les praticiens du CST affirment qu'il est efficace dans le traitement d'un large éventail de conditions, affirmant parfois qu'il s'agit d'un remède contre le cancer ou d'une panacée,,. Les praticiens préconisent particulièrement l'utilisation du CST sur les enfants. L'American Cancer Society avertit que le CST ne doit jamais être utilisé sur des enfants de moins de deux ans. Les pédiatres se sont dits préoccupés par les dommages que la CST peut causer aux enfants et aux nourrissons.
Il n'y a aucune preuve que le CST est utile pour les personnes autistes et au moins deux décès ont été signalés à la suite de manipulations vertébrales CST. Dans une petite étude, les participants souffrant de traumatismes crâniens ont souffert d'une aggravation des symptômes à la suite de la CST. De plus, s'il est utilisé comme seul traitement pour des problèmes de santé graves, le choix de la CST peut avoir des conséquences néfastes.
Selon l'American Cancer Society, bien que la CST puisse soulager les symptômes de stress ou de tension, "les preuves scientifiques disponibles ne corroborent pas les affirmations selon lesquelles la thérapie crânio-sacrée aide à traiter le cancer ou toute autre maladie". L'ostéopathie crânienne a reçu une évaluation similaire, avec un article de 1990 concluant qu'il n'y avait aucun fondement scientifique pour aucune des affirmations des praticiens examinées par l'article. Une revue systématique de 2019 a trouvé des preuves limitées que la CST peut apporter un certain soulagement jusqu'à 6 mois pour les personnes souffrant de douleur chronique. Cependant, les conclusions de cette étude ont été contestées par le Bureau pour la science et la société de l'Université McGill en raison de la mauvaise qualité méthodologique des études individuelles qui ont constitué l'analyse.
En octobre 2012, Edzard Ernst a mené une revue systématique des essais cliniques randomisés de thérapie crânio-sacrée. Il a conclu que « l'idée que la CST est associée à plus que des effets non spécifiques n'est pas fondée sur des preuves issues d'essais cliniques randomisés rigoureux. » Commentant spécifiquement cette conclusion, Ernst a écrit sur son blog qu'il avait choisi la formulation comme « une manière polie et scientifique de dire que le CST est faux. » Ernst a également fait remarquer que la qualité de cinq des six essais qu'il avait examinés était "déplorablement médiocre", un sentiment qui faisait écho à une revue d'août 2012 qui notait la "qualité méthodologique modérée des études incluses".
Ernst a critiqué une revue systématique de 2011 réalisée par Jakel et von Hauenschild pour avoir inclus des études observationnelles et des études avec des volontaires sains. Cette revue a conclu que la base de preuves entourant la thérapie craniosacrée et son efficacité était rare et composée d'études de conception hétérogène. Les auteurs de cette revue ont déclaré que les preuves actuellement disponibles étaient insuffisantes pour tirer des conclusions.
La base de preuves de la CST est rare et manque d'un mécanisme biologiquement plausible démontré. En l'absence d'essais contrôlés randomisés rigoureux et bien conçus,, c'est une pseudoscience, et sa pratique tient du charlatanisme. Les tests montrent que les praticiens de la CST ne peuvent en fait pas identifier le prétendu pouls crânio-sacré, et différents praticiens obtiendront des résultats différents pour le même patient. L'idée d'un rythme crânio-sacré ne peut être soutenue scientifiquement.

## Histoire
L'ostéopathie crânienne, précurseur de la CST, a été créée par Sutherland en 1898 et 1900. En regardant un crâne désarticulé, Sutherland a été frappé par l'idée que les sutures crâniennes des os temporaux là où elles rencontrent les os pariétaux étaient « biseautées, comme les branchies d'un poisson, indiquant une mobilité articulaire pour un mécanisme respiratoire ». De 1975 à 1983, Upledger et neurophysiologiste et histologue Ernest W. Retzlaff ont travaillé à la université d'État du Michigan en tant que chercheurs cliniques et professeurs. Ils ont réuni une équipe de recherche pour enquêter sur le prétendu pouls et étudier plus avant la théorie de Sutherland sur le mouvement des os crâniens,,. Des revues indépendantes ultérieures de ces études ont conclu qu'elles ne présentaient aucune preuve valable de l'efficacité de la thérapie crânio-sacrée ou de l'existence du mouvement osseux crânien proposé.

## Base conceptuelle
Les praticiens de l'ostéopathie crânienne et de la CST affirment qu'il existe de petits mouvements rythmiques des os crâniens attribués à la pression du liquide céphalo-rachidien ou à la pression artérielle. Le principe du CST est que la palpation du crâne peut être utilisée pour détecter ce mouvement rythmique des os crâniens et que des pressions sélectives peuvent être utilisées pour manipuler les os crâniens afin d'obtenir un résultat thérapeutique. Cependant, rien ne prouve que les os du crâne humain puissent être déplacés par de telles manipulations. Les concepts fondamentaux de l'ostéopathie crânienne et de la CST sont incompatibles avec l'anatomie et la physiologie connues du crâne humain, du cerveau et de la colonne vertébrale. Edzard Ernst a écrit « pour quiconque comprend un peu de physiologie, d'anatomie, etc. [la CST] ressemble à un pur non-sens. »
À l'instar de nombreuses autres variétés de médecine alternative, les praticiens de la CST croient que toutes les maladies sont causées par des blocages d'énergie ou de liquide qui peuvent être libérés par une manipulation physique. Ils croient que les os du crâne se déplacent selon un schéma rythmique qu'ils peuvent détecter et corriger.
Le thérapeute palpe légèrement le corps du patient et se concentre intensément sur les mouvements communiqués. Le sentiment d'un praticien d'être en phase avec un patient est décrit comme un entraînement.

### Ostéopathie crânienne vs. thérapie crânio-sacrée
En la comparant à l'ostéopathie crânienne, Upledger a écrit : « La découverte du Dr Sutherland concernant la flexibilité des sutures crâniennes a conduit aux premières recherches derrière la thérapie cranio-sacrée - et les deux approches affectent le crâne, le sacrum et le coccyx - les similitudes s'arrêtent là. » Cependant, les ostéopathes crâniens modernes considèrent en grande partie que les deux pratiques sont les mêmes, mais que l'ostéopathie crânienne a « été enseignée à des non-ostéopathes sous le nom de thérapie CranialSacral. »